# 魔法少女リリカルなのはViVid
『魔法少女リリカルなのはViVid』（まほうしょうじょリリカルなのはヴィヴィッド）は、原作・都築真紀、作画・藤真拓哉による日本の漫画作品。2009年5月から2017年10月号まで、『月刊コンプエース』（KADOKAWA）で連載。話数表記は「Memory;○」。

## 概要
『魔法少女リリカルなのは第4期シリーズ』として、『魔法戦記リリカルなのはForce』と共に発表された。
時間軸としては、『StrikerS サウンドステージX』と『Force』の間で、『Force』の2年前である。『-THE GEARS OF DESTINY-』で登場するヴィヴィオとアインハルトは、本作の時間軸上から飛ばされてきている。
主人公の高町ヴィヴィオとアインハルト・ストラトスの2人の関係を軸に描く「今までのなのはシリーズよりももう少しゆるめで、もう少し魔法少女っぽい物語」として企画された。スポーツ格闘魔法少女作品で「重い展開の戦いでなくても、心のあり方、悲しみに立ち向かう強さを描くことはきっとできる」という主旨のもとで描かれ、ストライクアーツや模擬戦などスポーツとしての格闘シーンが多い。ほのぼのとした明るい日常をメインに描かれ、また入浴シーンやセミヌードなどといったお色気シーンも多い。

## ストーリー
新暦0079年（「JS事件」から4年後）、高町なのはの娘となった高町ヴィヴィオは、ごく普通の少女として魔法学院に通い勉強をする傍ら、ストライクアーツ競技者としての鍛錬も行っていた。魔法の基礎も出来てきたと判断したなのはとフェイトは、ヴィヴィオに専用デバイス「セイクリッド・ハート（通称クリス）」を贈り、いたずらに使わないという条件で大人モード（聖王モード）に変身することもできるようになった。
一方そのころ、ミッドチルダでは覇王イングヴァルトを自称する謎の人物が腕に覚えのある格闘家に野試合を申し込み、徹底的に叩きのめすという傷害事件が頻発していた。

## 登場人物

### チームナカジマ
高町ヴィヴィオ
主人公。St.ヒルデ魔法学院初等科に通う少女。
ノーヴェの指導の元、学友のリオ、コロナ（後にアインハルトも加わる）と共にストライクアーツを修練している。
古代ベルカ時代の聖王オリヴィエのクローンでもある。
アインハルト・ストラトス
St.ヒルデ魔法学院中等科に通う少女。古代ベルカの古武術覇王流の使い手。
古代ベルカ時代の覇王イングヴァルトの血と記憶を受け継いでいる。
リオ・ウェズリー
ヴィヴィオのクラスメイトであり親友。明朗快活な性格の持ち主。
実家の武術"春光拳"をベースにしたストライクアーツを修練している。
コロナ・ティミル
ヴィヴィオらのクラスメイトであり親友。知的で穏やかな少女だが、強い精神の持ち主。
魔法戦ではゴーレムを作り出し、戦う。
ノーヴェ・ナカジマ
元ナンバーズ。ヴィヴィオら『チームナカジマ』のコーチを務め、厳しくも優しく彼女らを導く。

### ヴィヴィオの家族
高町なのは
ヴィヴィオの母。
時空管理局戦術教導官を務める。ヴィヴィオとの血のつながりは無いが、彼女をやさしく見守る。
フェイト・テスタロッサ・ハラオウン
なのはの親友であり、ヴィヴィオの後見人。
時空管理局の執務官を務める。ヴィヴィオから「フェイトママ」と呼び慕われる、彼女のもう1人の母親的存在。

### 聖王教会の関係者
オットー、ディード、セイン
元ナンバーズ。聖王教会のシスター。ヴィヴィオ達とも親しく、彼女らを見守っている。
オットーとディードはヴィヴィオを陛下と呼び、彼女の護衛役を務めたり、チームナカジマの修行を手伝うことも。
イクス
ヴィヴィオらの友人。
ドラマCD『Strikers X』事件の後、聖王教会で眠り続けている。
シャンテ・アピニオン
聖王教会の若いシスター。いたずら者だがやさしい心根の持ち主。
後にインターミドル・チャンピオンシップに出場。

### 時空管理局の関係者
スバル・ナカジマ、ティアナ・ランスター、エリオ・モンディアル、キャロ・ル・ルシエ
元機動六課のメンバー。
スバルはノーヴェの姉。なのはの元教え子でもあり、ヴィヴィオとも知己。
八神はやて、ヴィータ、シグナム、シャマル、ザフィーラ、リィンフォース・ツヴァイ、アギト
なのは、フェイトらの親友でもある、元機動六課課長とその家族。
アインハルトのデバイス製作を行う。ザフィーラは八神家道場でストライクアーツの指導を行っている。
ザフィーラとヴィータはインターミドル・チャンピオンシップに出場する門下生ミウラのセコンドを務める。

### インターミドル・チャンピオンシップ出場者
ルーテシア・アルピーノ
ヴィヴィオらの友人。
時空管理局の嘱託魔導師であり、無人だった次元世界「マウクラン」に母親であるメガーヌ・アルピーノと共に住んでいる。
ジークリンデ・エレミア
インターミドル・チャンピオンシップのチャンプ。古代ベルカからの血筋を受け継いでいる。
ヴィクトーリア・ダールグリュン
執事エドガーを連れたお嬢様。古代ベルカの雷帝ダールグリュンの血を（少しだけ）継いでいる。
ミウラ・リナルディ
八神家道場の門下生。
ハリー・トライベッカ
スケ番風の格好をした姉御肌の少女。セコンドの少女3人（リンダ、ルカ、ミア）に「リーダー」と慕われている。
エルス・タスミン
学校では生徒会長を務める。
ミカヤ・シェベル
抜刀術天瞳流師範代。ノーヴェとは友人同士。
ファビア・クロゼルグ
古代ベルカの魔女の血を継いでいる少女。

## 用語
St.ヒルデ魔法学院
ミッドチルダ首都クラナガンにあるヴィヴィオが通う聖王教会系列の学校。
小学生に当たる初等科にはコロナ・ティミル、リオ・ウェズリー等が在籍し、中学生に当たる中等科にはアインハルト・ストラトス等が在籍している。
ストライクアーツ
ミッドチルダでは会得者が最も多い格闘技であり、「打撃による徒手格闘技術」の総称。
カイザーアーツ
クラウス・G・S・イングヴァルトが始祖となった古武術で、現在は子孫のアインハルトに受け継がれている。別名「覇王流」。
DSAA
「Dimension Sports Activity Association」の略で、日本語表記では「公式魔法戦競技会」となる。全管理世界で10歳から19歳まで出場資格がある魔法戦競技。

## 単行本
- 角川コミックス・エース
  1. 2010年1月26日初版発行 ISBN 978-4-04-715373-8
  2. 2010年7月26日初版発行 ISBN 978-4-04-715484-1
  3. 通常版：2011年3月26日初版発行 ISBN 978-4-04-715659-3
    - 限定版：2011年3月10日初版発行 ISBN 978-4-04-900806-7

  4. 通常版：2011年9月26日初版発行 ISBN 978-4-04-715785-9
    - 限定版：2011年9月10日初版発行 ISBN 978-4-04-900810-4

  5. 2011年10月26日初版発行 ISBN 978-4-04-715807-8
  6. 2012年3月26日初版発行 ISBN 978-4-04-120184-8
  7. 2012年6月26日初版発行 ISBN 978-4-04-120296-8
  8. 通常版：2013年2月26日初版発行 ISBN 978-4-04-120597-6
    - 限定版：2013年2月9日初版発行 ISBN 978-4-04-120391-0

  9. 2013年4月26日初版発行 ISBN 978-4-04-120681-2
  10. 2013年9月26日初版発行 ISBN 978-4-04-120885-4
  11. 通常版：2014年3月22日初版発行 ISBN 978-4-04-120933-2
    - 限定版：2014年3月10日初版発行 ISBN 978-4-04-120934-9

  12. 2014年7月26日初版発行 ISBN 978-4-04-121137-3
  13. 通常版：2015年1月26日初版発行 ISBN 978-4-04-121138-0
    - 限定版：2015年1月9日初版発行 ISBN 978-4-04-121139-7

  14. 2015年5月26日初版発行 ISBN 978-4-04-102468-3
  15. 通常版：2015年12月26日発売 ISBN 978-4-04-102469-0
    - 限定版：2015年12月10日発売 ISBN 978-4-04-103342-5

  16. 2016年4月26日発売 ISBN 978-4-04-104258-8
  17. 2016年10月26日発売 ISBN 978-4-04-104883-2
  18. 2017年4月23日発売 ISBN 978-4-04-105535-9
  19. 2017年7月24日発売 ISBN 978-4-04-106097-1
  20. 2017年12月26日発売 ISBN 978-4-04-106098-8
- 魔法少女リリカルなのはViVid FULL COLORS - 全ページをフルカラーにした再版。
  1. 2012年4月26日初版発行 ISBN 978-4-04-120220-3
  2. 2012年5月26日初版発行 ISBN 978-4-04-120221-0
  3. 2012年8月25日初版発行 ISBN 978-4-04-120255-5
  4. 2012年10月26日初版発行 ISBN 978-4-04-120256-2
  5. 2015年4月25日初版発行 ISBN 978-4-04-102799-8
  6. 2015年6月26日発売 ISBN 978-4-04-102800-1

## 関連作品
『コンプティーク』2011年5月号より、ねことうふによるパロディ4コマ漫画『魔法少女リリカルなのはViVid COLORS』が連載開始。『ViVid』本編のフルカラー版である『魔法少女リリカルなのはViVid FULL COLORS』との混同を防ぐため、『魔法少女リリカルなのはViVid LIFE』と改名。2013年4月から『コンプエース』へ掲載を移行し、『魔法少女リリカルなのはViVid LIFE -インターミドル編-』とタイトルを改め、2014年4月号まで連載。2014年6月号から『魔法少女リリカルなのはViVid LIFE -インターバル-』とタイトルを改めて2016年4月号まで連載して完結した。単行本は『角川コミックス・エース』から以下の4巻が出版され、第2巻以降はそれぞれ「Advance」、「インターミドル編」、「インターバル編」という副題がつけられている。
1. 2012年7月10日初版発行 ISBN 978-4-04-120344-6
2. 2013年4月26日初版発行 ISBN 978-4-04-120682-9
3. 2014年3月26日初版発行 ISBN 978-4-04-121069-7
4. 2016年3月26日初版発行 ISBN 978-4-04-103343-2

## テレビアニメ
2014年8月15日にテレビアニメ化が発表され、2015年4月から6月まで放送された。全12話。原作におけるインターミドル編のコロナとアインハルトの戦いまでの内容をアニメ化。また、最終回の翌週には特別編『スペシャルプログラム』を放送した。
本作以前の『魔法少女リリカルなのはシリーズ』のテレビアニメシリーズから一部の担当声優は続投しているが、スタッフは一新されており、制作は同シリーズを担当したセブン・アークスからA-1 Picturesに変更され、製作はキングレコードに加え、劇場版シリーズと同じくアニプレックスが参加している。なお、同シリーズのテレビアニメとしては初めてBS放送局（BS11）でもネット。テレビアニメ第3期『魔法少女リリカルなのはStrikerS』同様、1人で複数役を担当する声優も多かった。
2016年10月から12月まで放送されたアニメ『ViVid Strike!』には、本作のキャラクターが多数登場し、なのはシリーズの関連作品であることが示唆されている。
当初映像ソフトはレンタルDVDのみの展開となっており、放送後1年以上にわたりセルBlu-ray・DVDは発売されていない状態が続いていたが、2016年11月23日にBlu-ray BOXが3形態で発売された。

### スタッフ
- 原作 - 都築真紀、藤真拓哉（月刊「コンプエース」連載/KADOKAWA 角川書店刊）
- 監督 - 伊藤祐毅
- キャラクターデザイン - 山野雅明
- メカニックデザイン - 藤倉孝明、渡辺浩二
- アクション監修 - 小田裕康
- 美術設定 - 成田偉保
- 美術監督 - 根本邦明
- 色彩設計 - 中田亮大
- 撮影監督 - 加藤伸也
- CGディレクター - 中島宏
- 2D・モニターデザイン - 佐藤菜津子、齋藤睦
- 編集 - 近藤勇二
- 音響監督 - 飯塚康一
- 音楽 - 中條美沙
- チーフプロデューサー - 三嶋章夫、田中辰弥、清水博之
- プロデューサー - 石川達也、石岡朋子
- アニメーションプロデューサー - 五十嵐守
- 制作 - A-1 Pictures
- 製作 - キングレコード、アニプレックス、セブン・アークス

### 主題歌
オープニングテーマ「Angel Blossom」
作詞・歌 - 水樹奈々 / 作曲 - 光増ハジメ / 編曲 - EFFY
エンディングテーマ「Pleasure treasure」（第1話 - 第8話、第10話 - 第12話）
作詞 - 松井五郎 / 作曲・編曲 - 板垣祐介 / 歌 - 田村ゆかり

### 各話リスト
| 話数      | サブタイトル                       | 脚本              | 絵コンテ          | 演出     | 作画監督                                                   | 総作画監督               |
| --------- | ---------------------------------- | ----------------- | ----------------- | -------- | ---------------------------------------------------------- | ------------------------ |
| Memory;01 | セイクリッド・ハート               | 小林成朗          | 伊藤祐毅 宮澤努   | 間島崇寛 | 原友樹、渡辺浩二                                           | 山野雅明                 |
| Memory;02 | アインハルト・ストラトス           | 小林成朗          | 大原実 小田裕康   | 高村雄太 | 藤部生馬、北村友幸 小倉典子、柳瀬譲二 久保光寿、関崎高明   | 山野雅明                 |
| Memory;03 | 本気の気持ち                       | 小林成朗          | 渡辺了            | 小坂春女 | シノミン、橋口隼人                                         | -                        |
| Memory;04 | ブランニュー・ハート               | 小林成朗          | こでらかつゆき    | 山地光人 | 平馬浩司、青野厚司                                         | 山野雅明                 |
| Memory;05 | サプライズ・アタック               | 小林成朗          | 大畑清隆          | 大畑清隆 | シノミン、服部憲知 川村夏生、原友樹 徳田夢之介、小野田貴之 | 亀谷響子                 |
| Memory;06 | マッチアップ・デュエル             | 小林成朗          | 小田裕康 伊藤祐毅 | 小坂春女 | 山口智、渡辺浩二 川村夏生、山野雅明                        | -                        |
| Memory;07 | ニュー・ステージ！                 | 小林成朗          | 吉川浩司          | 川奈可奈 | 北村友幸、村長由紀 竹田欣弘、関崎高明                      | 山野雅明 針場裕子        |
| Memory;08 | ライバル！                         | 小林成朗          | 渡辺了 宮澤努     | 岩月甚   | 原友樹、シノミン 山野雅明                                  | 山口智 針場裕子          |
| Memory;09 | インターミドル・チャンピオンシップ | 小林成朗          | 渡辺了            | 安藤貴史 | 篁馨、青野厚司 窪敏、関崎高明                              | 山野雅明 山口智 針場裕子 |
| Memory;10 | 勝利のために！                     | 小林成朗          | 小林智樹          | 川奈可奈 | 櫻井拓郎、塚本歩 重松晋一、関崎高明                        | 山野雅明 山口智 針場裕子 |
| Memory;11 | 覇王の拳・創主の願い               | 小林成朗          | 金子伸吾 大原実   | 青山弘   | 清水勝裕、シノミン 川村夏生、針場裕子 小野田貴之、原友樹   | 山野雅明 山口智          |
| Memory;12 | 決着の意味                         | 小林成朗 都築真紀 | 渡辺了            | 安藤貴史 | 北村友幸、平馬浩司 篁馨、関崎高明 奥谷周子、日高真由美     | 山野雅明 山口智          |

### 放送局
| 放送期間                | 放送時間                     | 放送局       | 対象地域   | 備考                      |
| ----------------------- | ---------------------------- | ------------ | ---------- | ------------------------- |
| 2015年4月3日 - 6月19日  | 金曜 22:30 - 23:00           | TOKYO MX     | 東京都     |                           |
| 2015年4月4日 - 6月20日  | 土曜 3:10 - 3:40（金曜深夜） | 毎日放送     | 近畿広域圏 |                           |
| 2015年4月5日 - 6月21日  | 日曜 1:50 - 2:20（土曜深夜） | テレビ愛知   | 愛知県     |                           |
| 2015年4月9日 - 6月25日  | 木曜 0:30 - 1:00（水曜深夜） | とちぎテレビ | 栃木県     |                           |
|                         | 木曜 1:00 - 1:30（水曜深夜） | BS11         | 日本全域   | BS放送 / 『ANIME+』枠     |
|                         | 木曜 1:30 - 2:00（水曜深夜） | 群馬テレビ   | 群馬県     |                           |
| 2015年4月10日 - 6月26日 | 金曜 22:30 - 23:00           | AT-X         | 日本全域   | CS放送 / リピート放送あり |

| 配信期間               | 配信時間        | 配信サイト         | 備考               |
| ---------------------- | --------------- | ------------------ | ------------------ |
| 2015年4月9日 - 6月25日 | 木曜 12:00 更新 | GYAO!              |                    |
|                        |                 | バンダイチャンネル |                    |
|                        |                 | PlayStation Store  |                    |
|                        |                 | dアニメストア      | 1話毎1週間のみ配信 |
|                        | 木曜 12:00 更新 | アニメ放題         | 1話毎1週間のみ配信 |
|                        |                 | U-NEXT             |                    |